# Baie de Block
La baie de Block est une baie de l'Antarctique occidental située sur la côte de Saunders, au nord-ouest de la terre Marie Byrd.  Elle est localisée sur la côte nord de la péninsule de Guest et donne sur la mer de Ross au niveau de la pointe Brennan. Elle a été baptisée en l'honneur de Paul Block, sponsor de l'expédition de Richard Byrd.